# JS Ishikari (DE-226)
JS Ishikari (DE-226) là tàu hộ tống khu trục đầu tiên có động cơ tuốc bin khí và tên lửa chống hạm của Lực lượng Phòng vệ Biển Nhật Bản (JMSDF). Con tàu này là thế hệ kế nhiệm của lớp Chikugo trước đó. Ishikari bắt đầu phục vụ từ năm 1981 và tiếp tục duy trì cho đến khi ngừng hoạt động vào năm 2007.

## Thiết kế
Ban đầu con tàu này được lên kế hoạch thuộc phân loại tàu mới, PCE (Patrol Coastal ships, Escort), nhằm thay thế các tàu săn ngầm cỡ nhỏ và các tàu hộ tống khu trục cũ với khả năng tác chiến chống tàu ngầm (ASW) hạn chế trước sự ra đời của các tàu ngầm hạt nhân thế hệ mới. Tuy nhiên, cuối cùng người ta đã quyết định thay đổi phân loại của nó thành tàu hộ tống khu trục thông thường. Sự ra đời của Ishikari đã tạo nên kỷ nguyên mới cho các tàu hộ tống khu trục sau này của JMSDF.
Tàu được trang bị hệ thống đẩy CODOG và là con tàu đầu tiên có động cơ tuốc bin khí trong JMSDF. Động cơ chính là động cơ tuốc bin khí Rolls-Royce Olympus TM-3B do Kawasaki Heavy Industries sản xuất theo giấy phép, được sử dụng để tăng tốc. Động cơ tăng cường là động cơ diesel Mitsubishi 6DRV 35/44 được phát triển bởi Viện Nghiên cứu và Phát triển Kỹ thuật (TRDI).
Trong khi JMSDF có xu hướng áp dụng phong cách cấu trúc thượng tầng xen kẽ thì đối với Ishikari, cấu trúc thượng tầng nằm ở trung tâm của tàu để tiết kiệm không gian. Đây là một quyết định gây tranh cãi và dẫn đến những lời chỉ trích về khả năng tác chiến đại dương của con tàu này.
Hệ thống C4ISR đơn giản nhưng đầy đủ đã được lắp đặt trên tàu. Thiết kế không được trang bị radar tìm kiếm trên không khác với thế hệ tiền nhiệm của nó. Ngoài ra, Ishikari còn có bộ phận dò tìm bề mặt OPS-28 và radar thu thập mục tiêu, có thể đối phó với các máy bay và tên lửa tầm thấp. Hệ thống kiểm soát hỏa lực FCS-2 cũng có khả năng tìm kiếm trên không. Là hệ thống xử lý dữ liệu chiến thuật, tàu đã có OYQ-5 có khả năng nhận dữ liệu tự động từ các tàu khác thông qua Link-14 (STANAG 5514; liên kết dữ liệu với Radietetype).
Thiết kế của tàu cũng bao gồm một hệ thống vũ khí hoàn toàn mới. Ishikari được trang bị 8 tên lửa chống hạm Boeing AGM-84 Harpoon làm hệ thống vũ khí chủ chốt, trong khi các khinh hạm truyền thống của Nhật Bản chuyên dùng để chống lại các tên lửa đạn đạo trong chiến tranh chống tàu ngầm. Một khẩu pháo Otobreda 76 mm hiện đại được sử dụng thay thế cho khẩu pháo 3 inch cũ hơn của thế hệ tiền nhiệm và việc tự động hóa đã giảm đáng kể số lượng thủy thủ đoàn cần thiết.

## Lịch sử hoạt động
Ishikari được đóng bởi Mitsui Shipbuilding & Engineering tại Tamano, Okayama. Nó được nhập biên chế vào ngày 28 tháng 3 năm 1981 và được triển khai đến Căn cứ Hải quân JMSDF Ōminato (đóng tại Mutsu, Aomori). Ōminato là căn cứ hải quân nằm ở cực bắc của JMSDF, đi đầu trong việc đối phó với Hạm đội Thái Bình Dương của Nga. Do Ishikari quá nhỏ để tiếp tục sản xuất nên con tàu được kế nhiệm bởi lớp Yūbari hai năm sau đó. Ishikari chính thức xuất biên chế vào ngày 17 tháng 10 năm 2007. Tổng hành trình của con tàu là 519.574 dặm, tổng thời gian hành trình là 53.425 giờ 53 phút. Trong suốt 26 năm phục vụ cho JMSDF, nó đã tham gia ba cuộc duyệt binh của hạm đội, chín nhiệm vụ cứu hộ và tìm kiếm máy bay, một nhiệm vụ cứu trợ thảm họa.

## Thư viện ảnh

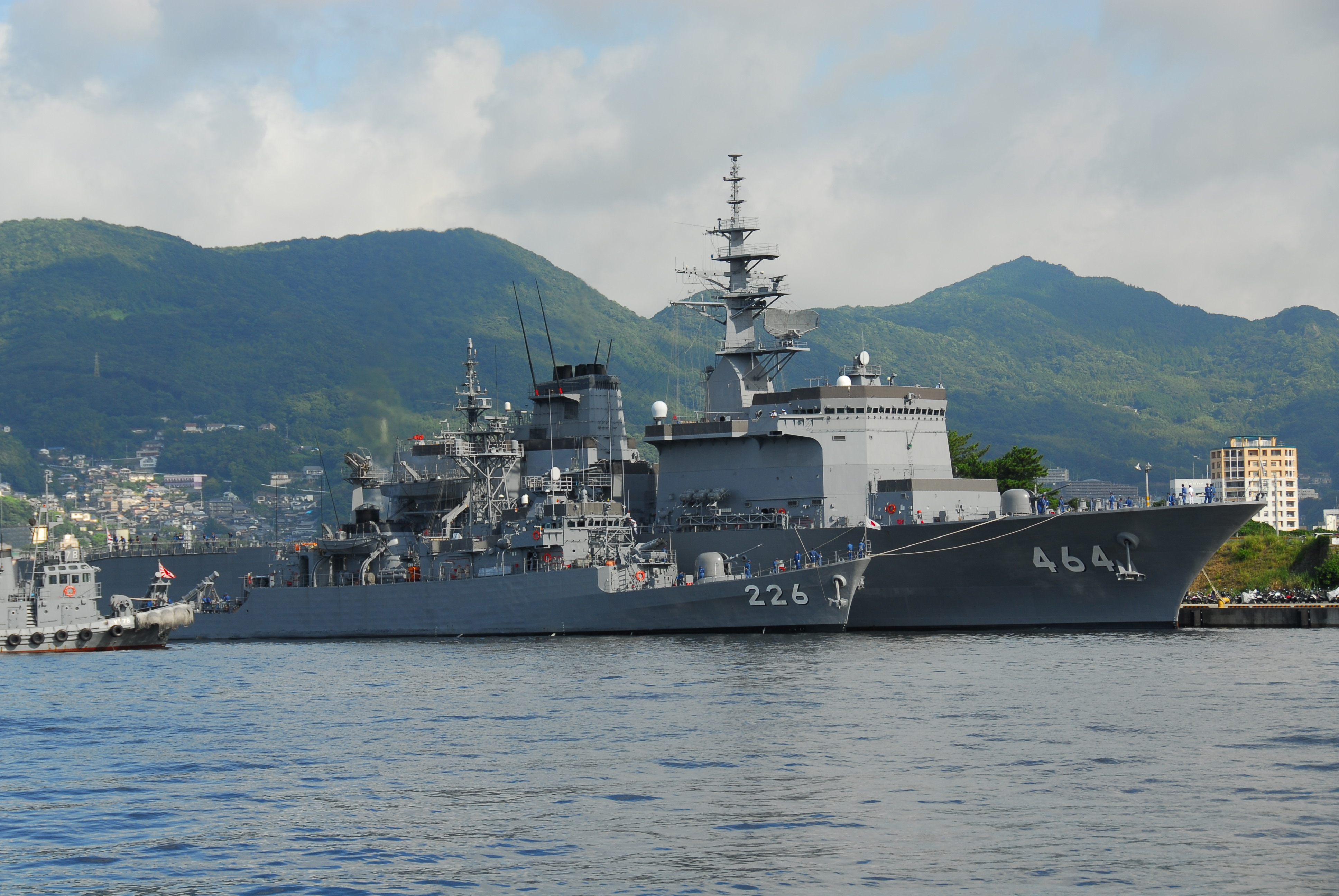
JS Ishikari và JS Bungo vào ngày 24 tháng 9 năm 2007
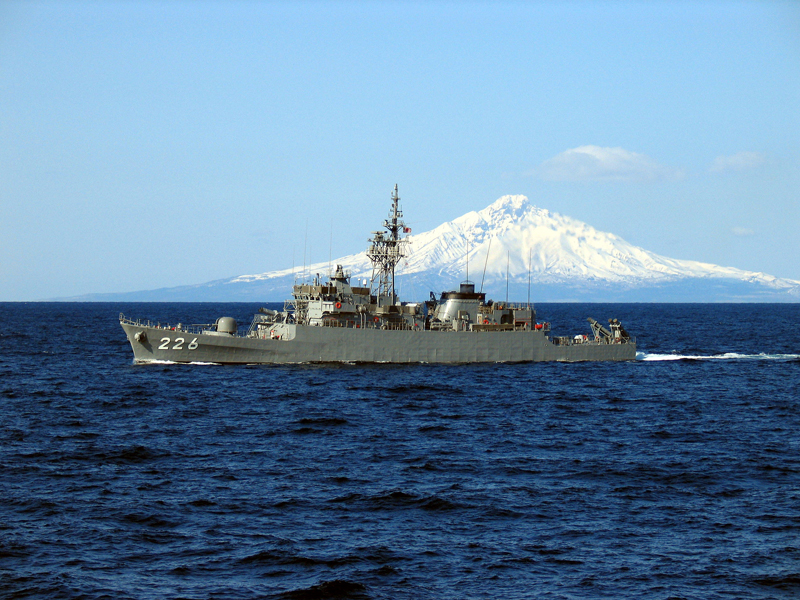
JS Ishikari trong chuyến hải trình vào ngày 27 tháng 4 năm 2014
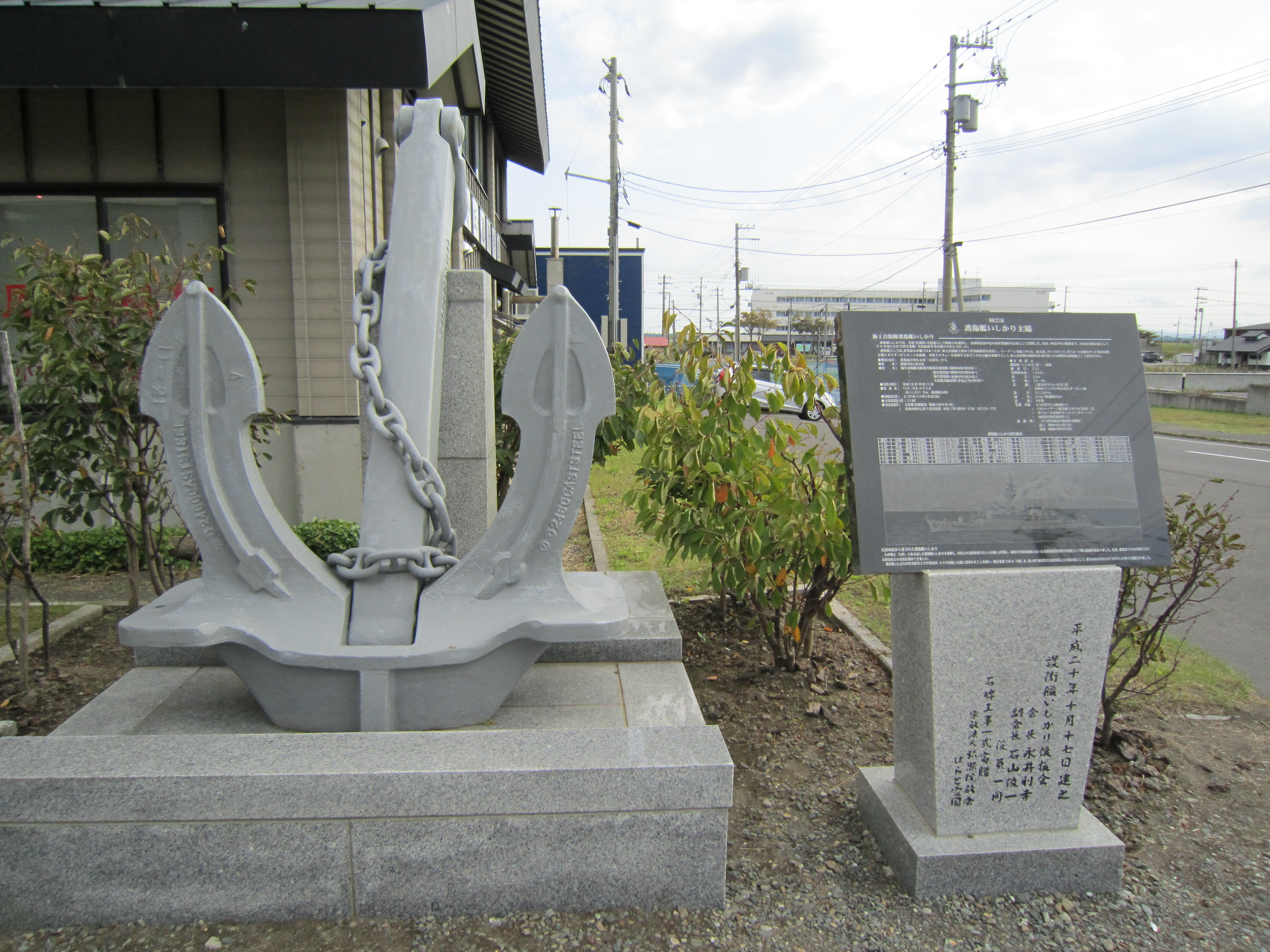
Mỏ neo của con tàu được trưng bày vào ngày 1 tháng 10 năm 2017